# Episemion krystallinoron
 Episemion krystallinoron és una espècie de peix de la família dels aploquílids i de l'ordre dels ciprinodontiformes.

## Distribució geogràfica
Es troba a Àfrica: Gabon i Guinea Equatorial.